# Vie somatosensoriali

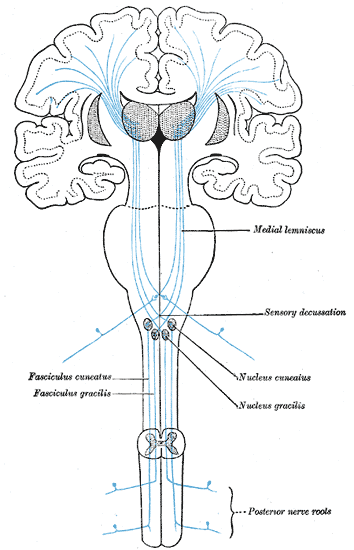
vie ascendenti della sensibilità somatica

Le vie somatosensoriali sono delle vie nervose afferenti sensitive che trasmettono impulsi della sensibilità tattile, propriocettiva, termica e dolorifica.
Quasi tutte le informazioni della sensibilità somatica entrano nel midollo spinale attraverso le radici dorsali dei nervi spinali. Una significativa parte della sensibilità della testa e della faccia è trasportata invece da alcuni nervi cranici. Dopo l'ingresso nel midollo spinale o nel tronco encefalico, tali fibre si dividono in diversi sistemi di vie ascendenti diretti verso il telencefalo o il cervelletto. Le principali sono quattro:
- Sistema posteriore
- Sistema antero-laterale
- Sistema spino-cerebellare
- Via trigeminale

La maggior parte delle vie della sensibilità somatica sono costituite da neuroni collegati in serie da sinapsi eccitatorie diretti dalla periferia alla corteccia. Il primo neurone della via (protoneurone) è in genere un neurone pseudounipolare (a "T") contenuto all'interno del ganglio dorsale di uno dei nervi spinali o del ganglio sensoriale di un nervo encefalico dotato di una componente somatosensoriale. Tale neurone presenta un unico neurite che si biforca in due prolungamenti a direzione opposta, uno diretto verso la periferia e uno verso il nevrasse. Il prolungamento periferico del protoneurone prende contatto con numerosi recettori situati a livello cutaneo o dell'apparato locomotore (muscoli, ossa, articolazioni); il prolungamento centrale raggiunge il secondo neurone situato nel sistema nervoso centrale.

## Sistema posteriore (lemnisco mediale)
Il sistema di fibre ascendenti della colonna posteriore del midollo spinale è responsabile della trasmissione degli impulsi della sensibilità tattile epicritica e della sensibilità propriocettiva cosciente del tronco e degli arti alla corteccia cerebrale. Origina a livello dei protoneuroni situati nei gangli spinali da cui si dipartono un ramo periferico diretto alla periferia del corpo e un ramo centrale costituito da fibre che entrano nel midollo spinale. Queste si dividono ulteriormente in fibre ascendenti e discendenti. 
Le fibre discendenti formano il fascicolo ovale di Flechsig (segmento cervicale e toracico prossimale), il fascicolo a virgola di Schultze (segmento toracico distale), il fascicolo settomarginale (lombare) e triangolare (sacrale) destinati al corno posteriore del midollo (hanno funzione di associazione intersegmentale e formano archi riflessi brevi); quelle ascendenti formano il fascicolo gracile (medialmente) per la sensibilità degli arti inferiori e del tronco da T6 in giù, e il fascicolo cuneato (lateralmente e presente solo rostrocaudalmente fino a T6) per la sensibilità degli arti superiori e da T6 in su.
Questi due fascicoli si fanno ascendenti e raggiungono il bulbo, terminando a livello del nucleo del fascicolo gracile e del nucleo del fascicolo cuneato.
Da qui originano le fibre arcuate interne che si portano in avanti per poi incrociarsi con quelle controlaterali nella decussazione dei lemnischi e proseguire verso l'alto nel lemnisco mediale, che termina nel nucleo ventrale postero-laterale (VPL) del talamo.
Da questo partono le fibre talamo-corticali che formano la radiazione talamica sensitiva che percorre il braccio posteriore della capsula interna terminando nella corteccia cerebrale della circonvoluzione postcentrale del lobo parietale, sede dell'area sensitiva primaria (area 3,1,2 di Brodmann).

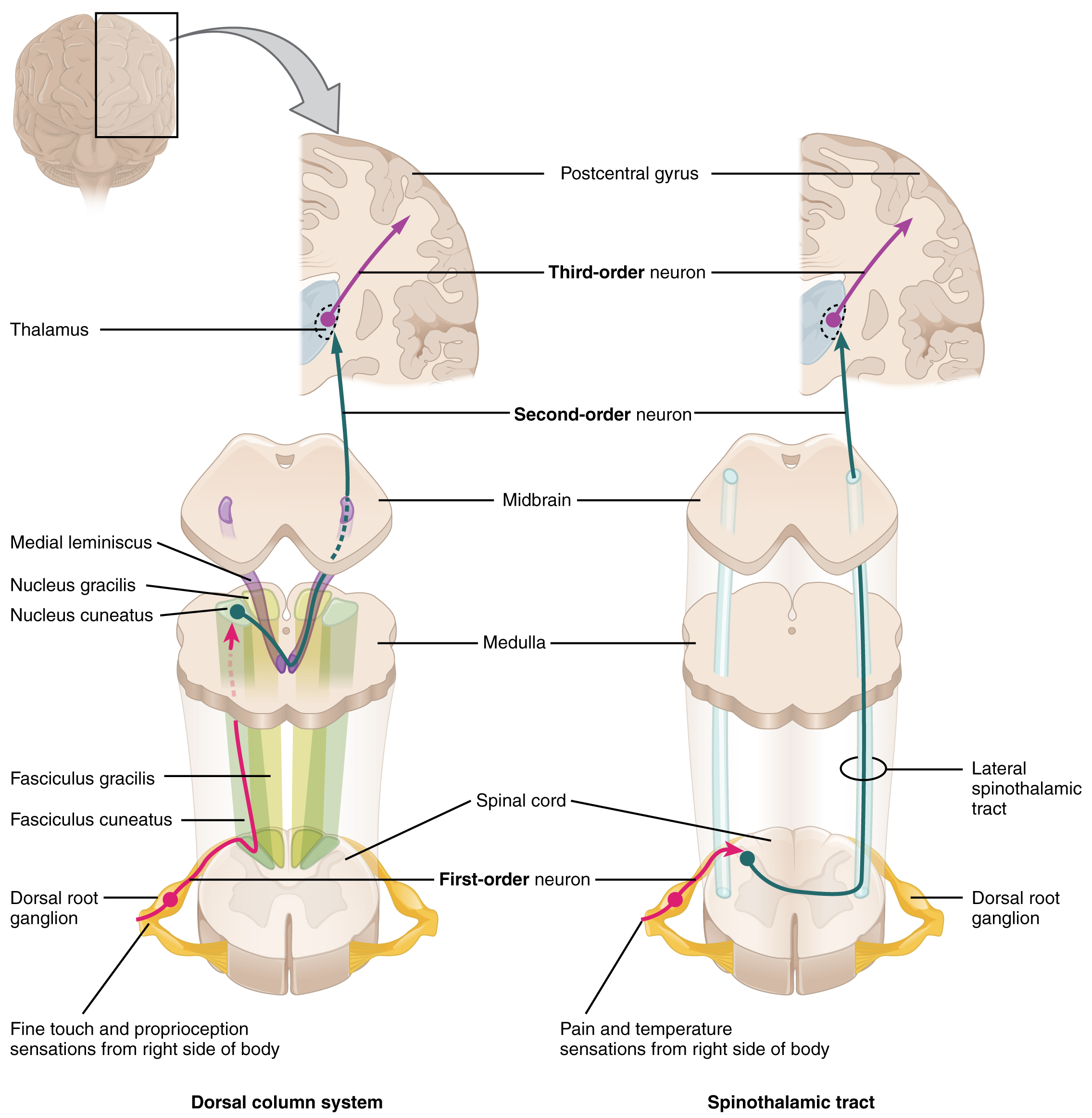
Sistemi posteriore e antero-laterale.

## Sistema antero-laterale (lemnisco spinale)
Le fibre del lemnisco spinale trasportano gli impulsi della sensibilità tattile protopatica, termica e dolorifica. Originano a livello dei gangli spinali, dove le fibre centripete dei protoneuroni gangliari entrano nel midollo. Qui raggiungono la sostanza grigia ed entrano in sinapsi con i neuroni del nucleo proprio del corno posteriore. Da quest'ultimo originano fibre che decussano controlateralmente e si portano verso l'alto nella colonna antero-laterale della sostanza bianca costituendo i tratti del lemnisco spinale:
- Il tratto spino-talamico anteriore trasporta gli impulsi della sensibilità protopatica.
- Il tratto spino-talamico laterale trasporta impulsi termici e dolorifici.

I tratti spino-talamici raggiungono il tronco encefalico e infine il diencefalo, dove terminano in corrispondenza del nucleo ventrale postero-laterale del talamo. Da qui, fibre talamo-corticali raggiungono la corteccia postcentrale.
Oltre ai tratti spino-talamici, fanno parte del sistema antero-laterale alcuni tratti che partecipano alla trasmissione del dolore:
- spino-tettale diretto verso il collicolo superiore.
- spino-reticolare diretto verso la formazione reticolare bulbo-pontina.
- spino-mesencefalico diretto verso la sostanza grigia periacqueduttale del mesencefalo.[1]

## Sistema spino-cerebellare
Il sistema spino-cerebellare  origina dai gangli dorsali dei nervi spinali e, tramite il midollo spinale, si porta al cervelletto. È la via del controllo rapido e automatico del movimento, cioè responsabile della propriocezione inconscia. Trasporta stimoli propriocettivi provenienti da recettori situati in varie strutture dell'apparato locomotore. La via è divisa in due tratti: 
- tratto spino-cerebellare dorsale
- tratto spino-cerebellare ventrale

Le fibre del tratto spino-cerebellare dorsale, una volta penetrato il midollo, raggiungono il nucleo toracico dorsale (di Clarke) nella lamina VII dei segmenti spinali da L3 a T1, sede del secondo neurone della via. Da qui originano fibre che ascendono omolateralmente e raggiungono il cervelletto attraverso il peduncolo cerebellare inferiore. Trasportano informazioni provenienti dall'arto inferiore e dal tronco.
Il tratto spino-cerebellare ventrale ha come sede del secondo neurone il nucleo intermedio-mediale, in prossimità della colonna di Clarke. Da qui le fibre si incrociano con quelle controlaterali e risalgono fino al tronco encefalico, dove raggiungono il cervelletto attraverso il peduncolo cerebellare superiore. Trasportano informazioni provenienti dall'arto superiore e dall'arto inferiore.

## Via trigeminale
La sensibilità somatica della faccia e della porzione anteriore della testa viene trasportata alla corteccia telencefalica e cerebellare dalla via trigeminale. Le informazioni sensoriali provenienti dalla cute e dalle mucose e le informazioni propriocettive provenienti dai muscoli oculomotori e masticatori vengono trasportate attraverso il nervo trigemino (V) ai protoneuroni del ganglio trigeminale (del Gasser), per poi raggiungere i tre nuclei del trigemino situati a livello del tronco encefalico.
- Il nucleo mesencefalico riceve informazioni propriocettive.
- il nucleo principale (o Pontino) riceve informazioni della sensibilità tattile epicritica.
- Il nucleo spinale riceve informazioni della sensibilità tattile protopatica, termica e dolorifica.

Le fibre provenienti dai tre nuclei si incrociano sulla linea mediana e risalgono verso il diencefalo, costituendo il tratto del lemnisco trigeminale, che termina a livello del nucleo ventrale postero-mediale (VPM) del talamo. Le fibre talamo-corticali proiettano alla corteccia sensoriale.
Dai nuclei sensitivi del trigemino originano anche le fibre del tratto trigemino-cerebellare che veicolano al cervelletto stimoli propriocettivi incoscienti.